# Guerville (Yvelines)
Guerville – miejscowość i gmina we Francji, w regionie Île-de-France, w departamencie Yvelines. Przez miejscowość przepływa Sekwana. 
Według danych na rok 1990 gminę zamieszkiwało 1898 osób, a gęstość zaludnienia wynosiła 190 osób/km² (wśród 1287 gmin regionu Île-de-France Guerville plasuje się na 495. miejscu pod względem liczby ludności, natomiast pod względem powierzchni na miejscu 381.).